# Justin Raffington
Justin Tafari Raffington (* 26. März 1991 in Hamburg) ist ein deutscher Basketballspieler. Er misst 2,06 Meter und kommt auf der Innenposition zum Einsatz. 

## Karriere
Raffington kam in Hamburg als Sohn einer deutschen Mutter und eines jamaikanischen Vaters zur Welt und wuchs ab dem vierten Lebensjahr in Bad Krozingen auf. Er spielte Basketball in der Jugendabteilung des USC Freiburg und wechselte mit 15 Jahren ans Basketballinternat Urspringschule, für deren Mannschaft er unter anderem in der Nachwuchs-Basketball-Bundesliga spielte. Während der Saison 2008/09 gab Raffington sein Debüt für Erdgas Ehingen/Urspringschule in der 2. Bundesliga Pro B.
Zur Saison 2010/11 zog es ihn an die University of San Francisco, wo er zwei Jahre lang studierte (Internationale Wirtschaft und Marketing) und Basketball spielte. 2012 wechselte Raffington innerhalb der NCAA Division 1 an die Florida Atlantic University (FAU). Aufgrund der Transferbestimmungen der NCAA durfte er während der Saison 2012/13 keine Spiele für FAU absolvieren, nahm aber am Trainingsbetrieb der Mannschaft teil. Die folgende Saison 2013/14 wurde bezüglich der statistischen Werte die beste seiner Zeit in den Vereinigten Staaten: Raffington stand in 32 Spielen 27 Mal in der Startformation und erzielte Mittelwerte von 10,1 Punkten sowie 8,5 Rebounds. Auch in seinem letzten Jahr in den USA war Raffington ein Leistungsträger von FAU und trug in 19 Partien der Saison 2014/15 durchschnittlich 9,3 Punkte und 7,8 Rebounds bei.
Er kehrte in sein Heimatland zurück und unterschrieb Ende Juli 2015 einen Vertrag bei den Gladiators Trier aus der 2. Bundesliga Pro A. Mit der Mannschaft erreichte er das Playoff-Halbfinale der zweithöchsten deutschen Spielklasse und erzielte in 25 Saisoneinsätzen neun Punkte und 6,4 Rebounds pro Spiel.
Er verließ Trier nach einer Saison und wechselte innerhalb der 2. Bundesliga Pro A zu den Hamburg Towers, die Raffingtons Verpflichtung im Juli 2016 bekannt gaben. Ende Dezember 2017 zog er sich eine Knieverletzung zu, die sich als Kreuzbandriss herausstellte. Raffington musste sich daraufhin einer Operation unterziehen. Im Spieljahr 2018/19 gelang ihm mit den Hamburgern als Meister der 2. Bundesliga ProA der Aufstieg in die Basketball-Bundesliga. Raffington stand im Verlauf der Meistersaison in 40 Begegnungen auf dem Feld und erzielte Mittelwerte von 7,3 Punkten und 5,2 Rebounds.
Im Juli 2019 unterschrieb er einen Vertrag über vier Monate beim Erstligisten Medi Bayreuth. Nachdem er sieben Bundesliga-Spiele (3,1 Punkte sowie 2,6 Rebounds je Begegnung) für die Franken bestritten hatte, wechselte er Anfang Januar 2020 innerhalb der Liga zum SC Rasta Vechta. Er bestritt für die Mannschaft aus Niedersachsen fünf Ligaspiele (1,2 Punkte/Spiel).
Im Sommer 2020 nahm Raffington ein Angebot des französischen Zweitligisten AS Denain Voltaire an. Noch vor dem Beginn der Saison 2020/21 kam es zur Trennung, da der Verein mit der Leistungsstärke des Deutschen nicht zufrieden war. Kurz darauf wurde er vom spanischen Zweitligisten Leyma Coruña unter Vertrag genommen. Für die Mannschaft bestritt Raffington elf Ligaspiele (4,9 Punkte, 4 Rebounds/Spiel). Ende Januar 2021 wechselte er innerhalb der Spielklasse zu Palmer Alma Mediterránea Palma und in der Sommerpause 2021 zu UEMC Real Valladolid Baloncesto.
Ende September 2022 wurde er vom Aguila San Miguel B.C (El Salvador) als Neuzugang vermeldet und kehrte im November 2022 nach Spanien zurück, als er sich dem Drittligaverein Fibwi Palma anschloss.

### Nationalmannschaft
2009 nahm Raffington mit der U18-Nationalmannschaft an der Europameisterschaft im französischen Metz teil.

## Familie
Sein älterer Bruder Jermain Raffington war ebenfalls Profibasketballspieler.

## Sonstiges
Raffington ist einer der Protagonisten der DVD-Lehrreihe „Basketball-Schule“ von 1x1-Sport beziehungsweise der Urspringschule.